# 소셜 네트워크 서비스 이용의 성별 차이
남성과 여성은 소셜 네트워크 서비스(SNS)를 사용하는 방식과 빈도에서 차이를 보인다. 일반적으로 여러 연구자들은 여성이 남성보다 SNS를 더 자주 사용하며, 사용 목적도 다르고 더 사회적인 경향이 있다고 밝혀왔다

## 역사적 연관성
신 기술을 포함한 기술 전반은 사용자 성별에 따라 형성되기도 하고 영향을 받기도 한 오랜 역사를 가지고 있다. 가사노동에 사용되는 기술은 많은 문화권에서 성별과 뚜렷한 역사적 연관성을 가지고 있지만,SNS와 보다 쉽게 연결 지을 수 있는 기술은 가정에서 쉽게 접할 수 있는 통신 수단인 전화기다. 전화 사용은 여성이 남성보다 말을 많이 한다는 일반적인 인식이나, 여성들이 전화 교환수로 고용된 역사와 같이 오랜 기간 성별적 연관을 가져왔다. 특히 젊은 여성은 순전히 사회적 목적을 위한 광범위하고 사소한 전화 사용과 밀접하게 연관되어 왔다.이와 유사하게, 여성의 컴퓨터 사용 및 그 발전에 대한 영향은 하찮게 여겨진 반면 , 컴퓨터의 중대한 발전은 남성 중심적으로 인식되었다.
남성과 여성이 SNS를 사용하는 방식에는 실제적 혹은 인식된 차이가 존재할 수 있으며, 이러한 차이들이 SNS에 영향을 미칠 수 있다는 점은 역사적으로 유사한 사례가 존재한다. 현재 소녀들의 온라인 안전에 대한 우려는 전신이나 전화기 시절의 역사적 전례와 유사하다. 이러한 역사적 반응은 종종 소녀들을 유해 요소(범죄자, 성범죄자 등)로부터 보호한다는 명목으로 기술 사용을 제한하는 결과를 낳았다. 오늘날 컴퓨터, 특히 SNS나 기타 통신 매체 사용에 대한 우려 역시 기술이 가정으로 들어왔을 때 가장 강하게 나타난다. 이러한 두려움은 이러한 기술의 긍정적이고 자율적인 사용을 – 적어도 일시적으로 – 압도할 수 있는 잠재력을 지닌다. 이러한 역사적 공포는 청소년의 SNS 사용에 대한 현대 언론 보도에서도 반복된다.
마지막으로, 일부 SNS 자체의 역사도 성별과 연관이 있다. 예를 들어,  게이 남성은 초기 SNS인  프렌드스터(Friendster)의 최초 사용자 집단 중 하나였다.

## 차이점

### 사용 성향
많은 연구에서 여성은 Facebook 이나 MySpace 같은 특정 SNS나 SNS 전반을 남성보다 더 자주 사용하는 것으로 나타났다. 2015년 기준, 온라인에 접속한 남성의 73%, 여성의 80%가 SNS를 이용하고 있었다. LinkedIn에서는 성별 차이가 덜 두드러지는데, 2015년에는 온라인 남성의 약 26%, 여성의 25%가 이 비즈니스 중심 네트워크 사이트를 사용했다.
다양한 SNS 사용자들의 성별을 분석한 연구자들은 서로 상충되는 결과를 도출했다. Hargittai의 2007년 획기적 연구는 SNS 사용자들 사이에서 인종, 성별 등의 차이를 분석했고, 여성은 남성보다 SNS를 사용할 가능성이 높았으며 Facebook, MySpace, Friendster 등 다양한 서비스를 사용하는 경향도 더 높다고 밝혔다. 이러한 차이는 다양한 분석 모델에서도 지속적으로 나타났다. Hargittai는 이 연구를 위해 일리노이대학교 시카고 캠퍼스를 선택했는데, 이는 "다양한 사람들이 온라인 사이트와 서비스를 어떻게 사용하는지를 연구하기에 이상적인 장소"였기 때문이다. 이에 반해, Pew Internet & American Life Project에서 수집한 데이터에 따르면 남성이 여러 개의 SNS 프로필을 보유할 가능성이 더 높았다. 두 조사의 표본 크기는 비교 가능하며 – Pew 조사는 인터넷 사용자 1,650명 , Hargittai의 조사는 1,060명  – Pew 조사의 데이터가 더 최근이며 미국 전체 성인 인구를 더 잘 대표한다고 볼 수 있다.
 Pinterest, Facebook, Instagram은 여성을 더 많이 끌어들인다. 사진 공유 사이트는 전체적으로 여성에게 인기가 많다. Pinterest는 남성 사용자보다 여성 사용자가 3배 많다. 하지만 2012년 이후 남성의 Pinterest 사용도 증가했다. Facebook은 온라인 여성의 약 77%가 사용한다. Instagram도 여성에게 더 인기가 있다. 남성은 Reddit, Digg, Slashdot 같은 온라인 포럼에 더 많이 참여하는 경향이 있다. 5명 중 1명의 남성이 온라인 포럼에 참여하고 있다고 말한다.

### 사용 목적
일반적으로 여성은 명확하게 사회적 연결을 형성하려는 목적에서 SNS를 더 많이 사용하는 것으로 보인다. Pew 연구 센터는 여성이 소셜 미디어의 더 열정적인 사용자라고 밝혔다. 2010년 11월 기준, 남녀 간 SNS 사용률 격차는 15%에 달했다.  2007년에 수행된 다단계 연구에서 Facebook 사용자들의 동기를 분석한 결과, 여성은 사회적 연결과 사진 게시 관련 척도에서 더 높은 점수를 기록했다. 블로그 사용에서도 성별 차이가 확인되었는데, Pew 연구 센터는 젊은 여성이 또래 남성은 물론 나이가 더 많은 남성보다 블로그를 더 많이 운영한다고 밝혔다. MySpace 블로그 사용자 연구에서도 여성은 더 자주 글을 작성하고, 그 글에서 가족, 연인 관계, 우정, 건강 등의 주제를 다룰 가능성이 높았다 스웨덴 SNS 사용자 연구에 따르면 여성은 (a) 친구 사진 게시, (b) 베스트 프렌드 이름 명시, (c) 친구를 위한 시 쓰기 등에서 우정 표현이 더 활발했다. 또한 가족 및 연애 관계 관련 표현도 더 많았다. 흥미로운 점은, 남성 사용자 중에서도 연애 표현이 있는 경우 그 강도는 여성과 같았다는 점이다. 연구자는 이것이 단순히 연애 감정을 표현하기보다는 이성애적 행동을 공공연하게 표현하려는 욕망 때문일 수 있다고 추정했다.
MySpace의 대규모 성별 차이 연구에 따르면 남녀 모두 여성 친구가 더 많았고, 'Top Friends'에도 여성이 더 많이 포함되었다. 후속 연구에서는 여성들이 공개 댓글을 더 많이 작성했고,공개 댓글에 나타나는 감정 표현 연구에서는 여성들이 더 강한 긍정 감정을 주고받는다는 사실이 밝혀졌다. 여성들이 SNS를 더 효과적으로 활용할 수 있는 이유는 긍정적 감정을 더 잘 활용할 수 있기 때문일 수 있다는 가설도 제기되었다.
성격과 성별이 Facebook 같은 SNS 사용에 미치는 영향을 분석한 한 연구에서는, 남성은 새로운 관계 형성을 목적으로 SNS를 사용하는 반면, 여성은 기존 관계 유지에 더 집중한다고 밝혔다 (Muscanell & Guadagno, 2012).
이 외에도 여성은 Facebook이나 MySpace에서 타인과 자신을 비교하거나 정보를 찾기 위해 사용하는 경우가 더 많았다. 반면 남성은 친구를 찾기 위해 타인의 프로필을 훑어보는 경우가 더 많았다 (Haferkamp et al., 2012).

### 프라이버시
프라이버시 SNS 사용자들에 대한 많은 연구에서 주요 주제로 다루어져 왔으며, 이들 연구의 다수는 남성과 여성 SNS 사용자 간의 차이를 발견했다. 하지만 일부 연구는 다른 연구들과 모순되는 결과를 보여주기도 했다.
일부 연구자들은 여성이 개인 정보를 더 보호하려는 경향이 있으며, 비공개 프로필을 설정할 가능성이 더 높다는 사실을 발견했다. 또 다른 연구자들은 여성이 특정 유형의 정보를 게시할 가능성이 더 낮다는 사실을 발견했다. Acquisti와 Gross는 여성들이 자신의 성적 지향, 집 주소, 휴대폰 번호를 공개할 가능성이 더 낮다고 밝혔다. 이는 SNS를 사용하는 아동을 대상으로 한 Pew Internet & American Life 연구 결과와 유사한데, 이 연구에서는 남녀 아동이 프라이버시에 대해 서로 다른 인식과 행동을 보이며, 특히 여성이 자신을 위치 추적할 수 있는 도시, 마을, 성, 휴대폰 번호 등의 정보에 대해 더 신중하고 제한적인 태도를 보인다고 밝혔다. 적어도 한 연구 그룹은 여성이 “직접적인 식별이 가능한 정보 – 성, 휴대폰 번호, 주소 또는 집 전화번호”를 공유할 가능성이 더 낮으며, 이러한 저항이 여성의 “사이버 스토킹”, “사이버 괴롭힘”, 보안 문제에 대한 더 큰 우려와 관련이 있다고 밝혔다.
이러한 프라이버시 우려에도 불구하고, 연구자들은 여성이 자신의 최근 사진을 유지하는 경향이 더 높다고 밝혔다. 또한 Kolek과 Saunders는 대학생 Facebook 사용자들을 대상으로 한 연구에서 여성이 프로필에 자신의 사진을 올릴 가능성이 더 높을 뿐 아니라, 공개적으로 볼 수 있는 Facebook 계정을 보유하고 있을 가능성이 더 높으며, 사진을 게시하고 사진 앨범을 만들 가능성도 더 높다고 밝혔다.
여성은 다음과 같은 경향을 보였다: (a) 공개적으로 볼 수 있는 Facebook 계정을 보유, (b) 더 많은 사진 앨범, (c) 더 많은 사진, (d) 자신의 사진을 프로필 사진으로 설정, (e) 음주, 파티, 약물 등에 대한 긍정적 언급, (f) 자신이 속한 기관 또는 기관 관련 활동에 대한 긍정적 언급. 일반적으로 여성은 Facebook 프로필에서 자신에 관한 정보를 더 많이 공개하는 경향이 있었으며, 전화번호 공유만이 예외였다.  마찬가지로 Strano의 연구에 참여한 여성 응답자들은 자신의 프로필 사진을 최근 사진으로 유지하고, 자신을 매력적이고 행복하며 사교적으로 보이도록 하는 사진을 선택하는 경향이 있었다. Strano는 몇 가지 예시를 제시하며 남성과 여성 Facebook 사용자들이 관계를 나타내는 프로필 사진을 표현하고 해석하는 방식에도 차이가 있을 수 있다고 의견을 밝혔다.
프라이버시는 메시지나 사진, 동영상을 보낸 후 자동으로 사라지는 기능을 가진 Snapchat 앱에서도 주요 관심사로 다뤄졌다. 한 연구에서는 대부분의 사용자가 Snapchat을 민감한 콘텐츠 공유용으로 사용하지 않으며 보안도 주요 우려 사항이 아니라는 결과가 나왔다(단, 최대 25%는 실험적으로 민감한 콘텐츠를 공유할 수 있음). 이 연구에서는 통계적으로 유의미한 성별 차이는 거의 발견되지 않았다.

### 사이버 괴롭힘
성별에 따라 사이버 괴롭힘에 차이가 있는지를 조사한 기존 연구에 따르면, 남성이 사이버 언어 폭력, 사이버 위조, 타인 행세 등 익명성을 기반으로 한 폭력 행동을 더 많이 저지르는 것으로 나타났다 (Sincek 2014).

### 맨스플레인
2021년의 한 기사에서는 맨스플레인이 오프라인보다 온라인에서 더 두드러지게 나타난다고 밝혔다. “미국 응답자의 50% 이상, 영국 응답자의 30%가 이 용어를 들어본 적이 있으며, 맨스플레인을 당했다고 말한 여성의 비율(54%)과 맨스플레인을 했다고 비난받은 남성의 비율(24%) 사이에 불일치가 있었다.”  저자들은 정보 분석과 실험을 통해, 맨스플레인이 여성의 목소리를 침묵시키고, 성차별적 발언에 직면할까 두려워 말을 아끼게 만들 수 있는지를 조사했다.

### 온라인 토론에서
Emily Van Duyn, Cynthia Peacock, Natalie Jomini Stroud가 저술한 2021년의 한 기사 는, 여성의 목소리가 보통 사소한 문제에서만 들린다고 제시한다.

## 유사점
남성과 여성 SNS 사용자들은 서로 다른 행동 양상과 동기를 보이지만, 몇 가지 유사점도 존재한다. 예를 들어, 대학생들을 대상으로 SNS에서 공유한 정보의 진실성을 조사한 한 연구에서는 남녀 모두 생일, 수업 일정, 연인의 이름, AIM, 정치 성향 등의 정보를 “정확하고 완전하게 제공할 가능성”이 비슷한 것으로 나타났다.
위에서 언급한 여성들이 SNS 사용 가능성이 더 높다는 여러 연구들과는 달리, 적어도 하나의 신뢰할 만한 연구는 남성과 여성이 SNS를 사용할 가능성이 동일하다는 결과를 보여주었다. Pew Internet & American Life Project 가 2008년 12월에 수집한 데이터에 따르면, 조사 대상 SNS 사용자들은 남성과 여성이 동등하게 분포되어 있었다.  앞서 언급했듯이, Pew 조사의 데이터는 더 최근의 것이며 미국 전체 성인 인구를 더 잘 대표한다고 볼 수 있다.

## 전통적 성 역할
일부 연구에서는 SNS에서 전통적인 성 역할이 여전히 존재한다고 보고하고 있으며, 해당 연구의 남성들은 전통적인 남성성, 여성들은 전통적인 여성성에 부합하는 태도를 보였다.  Martínez Alemán과 Wartman , 그리고 Managgo 등이 수행한 대학생 SNS 사용자 대상의 질적 연구에서도 Facebook과 MySpace 모두에서 유사한 결과가 나타났다. 또한 Managgo 등의 연구는 전통적인 성 역할과 이미지뿐만 아니라, MySpace 사용자 여성의 성적 대상화 현상도 발견했다. 마찬가지로 Facebook 프로필에 있는 댓글이 사용자의 매력도 인식에 미치는 영향을 분석한 연구에서는 “성적 이중 잣대”가 드러났는데, 부정적인 발언은 남성 프로필 소유자의 매력도를 높이고 여성의 매력도를 낮췄다.  마지막으로, 적어도 하나의 연구에서는 남성과 여성 SNS 사용자 모두 자신의 성별을 암시하는 텍스트적 단서를 남긴다고 밝혔다.

## SNS에서의 기타 성 정체성
2014년 2월, Facebook은 사용자 프로필에서 선택할 수 있는 성 정체성 옵션을 대폭 확대하여 최대 56개의 성 정체성 선택지를 제공한다고 발표했다. 이어 2014년 8월에는 가족 구성원을 나타낼 때 성 중립적인 관계 정체성을 설정할 수 있도록 허용했다.

## 참고 문헌
- 자기동일성
- 텔레비전의 사회적 측면
- 소셜 네트워크 서비스

1. ↑  MacKenzie, Donald; Wajcman, Judy (1985). 《The Social Shaping of Technology: How the Refrigerator Got its Hum》. Open University Press.
2. ↑  Fischer, Claude (1994). 《America Calling: A Social History of the Telephone to 1940》. University of California Press.
3. ↑  M. C. Kearney (2005). “Birds on the Wire”. 《Cultural Studies》 19 (5): 568–601. doi:10.1080/09502380500365499. ISSN 0950-2386. S2CID 218545601.
4. ↑  Light, J. (1999). “When Computers were Women”. 《Technology and Culture》 40 (3): 455–83. doi:10.1353/tech.1999.0128. ISSN 1097-3729. JSTOR 25147356. S2CID 108407884.
5. ↑  Jonsson, F. (2007). 〈The Absence of Hackerettes in the Culture of Programming〉.   Elm, M. S.; Sundén, J. 《Cyberfeminism in Northern Lights: Digital Media and Gender in a Nordic Context》. Cambridge Scholars Publishing. 243–264쪽.
6. ↑  Cassel, J.; Cramer, M. (2008). 〈High tech or high risk: Moral panics about girls online〉.   McPherson, T. 《Digital Youth, Innovation, and the Unexpected》. MIT Press. 53–75쪽.
7. ↑  boyd, danah; Ellison, Nicole. “Social Network Sites: Definition, History, and Scholarship”. 《Journal of Computer-Mediated Communication》 13 (1). 2009년 4월 26일에 확인함.
8. ↑  Acquisti, A., & Gross, R. (2006). 〈Imagined Communities: Awareness, Information Sharing, and Privacy on the Facebook〉. 《Privacy Enhancing Technologies》. Lecture Notes in Computer Science 4258. 36–58쪽. CiteSeerX 10.1.1.73.2056. doi:10.1007/11957454_3. ISBN 978-3-540-68790-0. ISSN 0302-9743. S2CID 600035.
9. ↑  Joinson, A. N. (2008). “'Looking at', 'Looking up' or 'Keeping up with' people? Motives and uses of Facebook”. 《CHI 2008 Proceedings》: 1027–1036.
10. 1 2  Lenhart, A. (2009). “Adults and social network websites”. Pew Internet & American Life Project. 2009년 2월 17일에 원본 문서에서 보존된 문서. 2009년 2월 20일에 확인함.
11. ↑  Salaway, G., & Caruso, J. B. (2008). “The ECAR study of undergraduate students and information technology, 2008” (PDF). 2009년 2월 20일에 확인함.
12. ↑  Caverlee, J.; Webb, S. (2008). “A large-scale study of MySpace: Observations and implications for online social networks” (PDF). 《Paper Presented at the 2008 Meeting of the Association for the Advancement of Artificial Intelligence》. 2009년 2월 20일에 확인함.
13. ↑  Tufekci, Z. (2008). “Grooming, gossip, Facebook, and MySpace”. 《Information, Communication & Society》 11 (4): 544–564. doi:10.1080/13691180801999050. ISSN 1369-118X. S2CID 146742025.
14. 1 2 3  “Men catch up with women on overall social media use”. 《Pew Research Center》 (미국 영어). 2015년 8월 28일. 2017년 9월 27일에 확인함.
15. 1 2  Hargittai, E. (2007). “Whose space? Differences among users and non-users of social network sites”. 《Journal of Computer-Mediated Communication》 13 (1): 276–297. doi:10.1111/j.1083-6101.2007.00396.x. ISSN 1083-6101. 2009년 2월 20일에 확인함.
16. ↑  Pew Internet & American Life Project. “IRB Information”. 2009년 4월 29일에 원본 문서에서 보존된 문서. 2009년 4월 26일에 확인함.
17. 1 2  “Men catch up with women on overall social media use”. 《Pew Research Center》 (미국 영어). 2015년 8월 28일. 2017년 9월 27일에 확인함.
18. ↑  Joinson, A. N. (2008). “'Looking at', 'Looking up' or 'Keeping up with' people? Motives and uses of Facebook”. 《CHI 2008 Proceedings》: 1027–1036.
19. ↑  Lenhart, A.; Madden, M.; Macgill, A.; Smith, A. (2007). “Teens and social media”. Washington, DC: Pew Internet and American Life Project. 2017년 2월 27일에 확인함.
20. ↑  Jones, S.; Millermaier, S.; Goya-Martinez, M.; Schuler, J. (2008). “Whose space is MySpace? A content analysis of MySpace profiles”. 《First Monday》 13 (9). doi:10.5210/fm.v13i9.2202. ISSN 1396-0466.
21. ↑  Sveningsson Elm, M. (2007). “Gender stereotypes and young people's presentations of relationships in a Swedish Internet community”. 《Young》 15 (2): 145–167. doi:10.1177/110330880701500203. ISSN 1103-3088. S2CID 142084123.
22. ↑  Thelwall, M. (2008). “Social networks, gender and friending: An analysis of MySpace member profiles”. 《Journal of the American Society for Information Science and Technology》 59 (8): 1321–1330. doi:10.1002/asi.20835. ISSN 1532-2882.
23. ↑  Thelwall, M. (2009). “Homophily in MySpace”. 《Journal of the American Society for Information Science and Technology》 60 (2): 219–231. doi:10.1002/asi.20978. ISSN 1532-2882. S2CID 61367056.
24. ↑  Thelwall, M.; Wilkinson, D.; Uppal, S. (2010). “Data mining emotion in social network communication: Gender differences in MySpace”. 《Journal of the American Society for Information Science and Technology》 61 (1): 190–199. doi:10.1002/asi.21180. ISSN 1532-2882. S2CID 10942502.
25. ↑  Muscanell N.L.; Guadagno R.E. (2012). “Make new friends or keep the old: Gender and personality differences in social networking use”. 《Computers in Human Behavior》 28 (1): 107–112. doi:10.1016/j.chb.2011.08.016. ISSN 0747-5632. S2CID 206613131.
26. ↑  Haferkamp N.; Eimler S.C.; Papadakis A.M.; Kruck J.V. (2012). “Men are from Mars, women are from Venus? Examining gender differences in self-presentation on social networking sites”. 《Cyberpsychology, Behavior, and Social Networking》 15 (2): 91–98. doi:10.1089/cyber.2011.0151. ISSN 2152-2715. PMID 22132897.
27. ↑  Joinson, A. N. (2008). “'Looking at', 'Looking up' or 'Keeping up with' people? Motives and uses of Facebook”. 《CHI 2008 Proceedings》: 1027–1036.
28. ↑  Caverlee, J.; Webb, S. (2008). “A large-scale study of MySpace: Observations and implications for online social networks” (PDF). 《Paper Presented at the 2008 Meeting of the Association for the Advancement of Artificial Intelligence》. 2009년 2월 20일에 확인함.
29. ↑  Lewis, K., Kaufman, J., & Christakis, N. (2008). “The taste for privacy: An analysis of college student privacy settings in an online social network”. 《Journal of Computer-Mediated Communication》 14 (1): 79–100. doi:10.1111/j.1083-6101.2008.01432.x. ISSN 1083-6101. S2CID 490320.
30. ↑  Acquisti, A., & Gross, R. (2006). 〈Imagined Communities: Awareness, Information Sharing, and Privacy on the Facebook〉. 《Privacy Enhancing Technologies》. Lecture Notes in Computer Science 4258. 36–58쪽. CiteSeerX 10.1.1.73.2056. doi:10.1007/11957454_3. ISBN 978-3-540-68790-0. ISSN 0302-9743. S2CID 600035.
31. ↑  Lenhart, A., & Madden, M. (2007). “Teens, privacy & online social networks” (PDF). Pew Internet & American Life Project. 2009년 2월 19일에 원본 문서 (PDF)에서 보존된 문서. 2009년 2월 20일에 확인함.
32. ↑  Salaway, G., & Caruso, J. B. (2008). “The ECAR study of undergraduate students and information technology, 2008” (PDF). 2009년 2월 20일에 확인함.
33. 1 2 3  Kolek, E. A., & Saunders, D. (2008). “Online disclosure: An empirical examination of undergraduate Facebook profiles”. 《NASPA Journal》 45 (1): 1–25. doi:10.2202/1949-6605.1905. ISSN 0027-6014. S2CID 144906206.
34. 1 2  Strano, M. M. (2008). “User descriptions and interpretations of self-presentation through Facebook profile images”. 《Cyberpsychology: Journal of Psychosocial Research on Cyberspace》 2 (2). 2009년 2월 20일에 확인함.
35. ↑  Roesner, Franziska; Gill, Brian T.; Kohno, Tadayoshi (2014). 〈Sex, Lies, Or kittens? investigating the use of snapchat’s self-destructing messages〉. 《Financial Cryptography and Data Security - 18th International Conference, FC 2014, Revised Selected Papers》. Lecture Notes in Computer Science (including subseries Lecture Notes in Artificial Intelligence and Lecture Notes in Bioinformatics) 8437. Springer Verlag. 64–76쪽. doi:10.1007/978-3-662-45472-5_5. ISBN 978-3-662-45471-8. ISSN 0302-9743. S2CID 9435486.
36. ↑  Šincek, Daniela (January 2014). 〈Gender Differences in Cyber-Bullying〉. 《SGEM2014 1 International Multidisciplinary Scientific GeoConference》 (영어) 1. Stef92 Technology. 195–202쪽. doi:10.5593/sgemsocial2014/B11/S1.026. ISBN 978-619-7105-22-3. ISSN 2367-5659.
37. 1 2  Koc-Michalska, Karolina, Anya Schiffrin, Anamaria Lopez, Shelley Boulianne, and Bruce Bimber. 2021. “From Online Political Posting to Mansplaining: The Gender Gap Social Media in Political Discussion.” Social Science Computer Review 39 (2): 197-210.
38. ↑  Van Duyn, Emily, Cynthia Peacock, and Natalie Jomini Stroud. 2021. “The Gender Gap in Online News Comment Sections.” Social Science Computer Review 39 (2): 181-196.
39. ↑  Acquisti, A., & Gross, R. (2006). 〈Imagined Communities: Awareness, Information Sharing, and Privacy on the Facebook〉. 《Privacy Enhancing Technologies》. Lecture Notes in Computer Science 4258. 36–58쪽. CiteSeerX 10.1.1.73.2056. doi:10.1007/11957454_3. ISBN 978-3-540-68790-0. ISSN 0302-9743. S2CID 600035.
40. ↑  Lenhart, A. (2009). “Adults and social network websites”. Pew Internet & American Life Project. 2009년 2월 17일에 원본 문서에서 보존된 문서. 2009년 2월 20일에 확인함.
41. ↑  Pew Internet & American Life Project. “IRB Information”. 2009년 4월 29일에 원본 문서에서 보존된 문서. 2009년 4월 26일에 확인함.
42. 1 2  Martínez Alemán, A. M.; Wartman, K. L. (2009). 《Online social networking on campus: Understanding what matters in student culture》. Routledge.
43. 1 2  Manago, A. M., Graham, M. B., Greenfield, P. M., & Salimkhan, G. (2008). “Self-presentation and gender on MySpace”. 《Journal of Applied Developmental Psychology》 29 (6): 446–458. doi:10.1016/j.appdev.2008.07.001. ISSN 0193-3973. S2CID 43442440.
44. ↑  Walther, J. B., Van Der Heide, B., Kim, S., Westerman, D., & Tong, S. T. (2008). “The role of friends' appearance and behavior on evaluations of individuals on Facebook: Are we known by the company we keep?”. 《Human Communication Research》 34 (1): 28–49. doi:10.1111/j.1468-2958.2007.00312.x. ISSN 0360-3989. S2CID 840025. 2010년 3월 10일에 원본 문서에서 보존된 문서. 2009년 2월 20일에 확인함.
45. ↑  Caverlee, J.; Webb, S. (2008). “A large-scale study of MySpace: Observations and implications for online social networks” (PDF). 《Paper Presented at the 2008 Meeting of the Association for the Advancement of Artificial Intelligence》. 2009년 2월 20일에 확인함.
46. ↑  ABC News. “Technology and Science News - ABC News”. 《ABC News》. 2015년 2월 24일에 확인함.
47. ↑  “Timeline Photos - Facebook Diversity - Facebook”. 《facebook.com》. 2015년 2월 24일에 확인함.
48. ↑  Parker Marie Molloy (2014년 8월 29일). “Facebook Adds Gender-Neutral Family Relationship Settings”. 《Advocate.com》. 2015년 2월 24일에 확인함.